# Isola Beall
L'isola Beall (in inglese Beall Island) è una piccola isola antartica facente parte dell'arcipelago Windmill.
Localizzata ad una latitudine di 66° 18' sud e ad una longitudine di 110°29' est l'isola è lunga poco più di un chilometro e mezzo e dista poche centinaia di metri dalla penisola Mitchell. La zona è stata mappata per la prima volta mediante ricognizione aerea durante l'operazione Highjump e l'operazione Windmill, negli anni 1947-1948. È stata intitolata dalla US-ACAN a James M. Beall, meteorologo dell'operazione Windmill.